# Le Pèlerinage de Charlemagne
Le Pèlerinage de Charlemagne (en cat. El pelegrinatge de Carlemany) és una cançó de gesta francesa del cicle del rei. És probablement una obra del tercer quart del segle xii i consta de 870 versos alexandrins, en 54 laisses monorimes, cosa que la fa un text relativament breu. Es conservava en un únic manuscrit, a la British Library; el manuscrit, però, va desaparèixer el 1879. Es tracta d'una cançó de gesta poc convencional per la seva comicitat.

## Argument
Carlemany s'enfada moltíssim quan la seva esposa li diu que l'emperador de Bizanci i Constantinoble, Hug, porta la corona amb més elegància que ell. Carlemany pren els dotze pars en un viatge cap a Orient per demostrar la falsedat d'aquesta afirmació. Primer arriben a Jerusalem, on el patriarca els dona importants relíquies després que Carlemany i els pars s'asseguin als trons de Jesucrist i els apòstols i siguin confosos amb aquests.
Continuen el viatge cap a Constantinoble, ciutat que els impressiona per les seva extraordinària riquesa i bellesa, com també els impressiona el palau ple d'enginys mecànics (que fan girar el palau amb el vent o sonar trompetes). Ja en el camí havien trobat l'emperador Hug llaurant amb una arada d'or, que deixa enmig del camp per acompanyar-los al palau ja que en aquestes terres no hi ha lladres.
Després d'un sopar luxós, al qual assisteixen també la dona i filla d'Hug, els francs són acompanyats a la seva cambra. Hug, però, amaga un espia a prop de la cambra. Carlemany i els pars, que han begut massa i estan impressionats pel luxe i sumptuositat de la ciutat, comencen a vantar-se exagerant les seves forces i habilitats i posant en ridícul Hug i Constantinoble (p. ex. Oliver diu que dormirà cent vegades en una nit amb la filla d'Hug, Rotllà diu que bufarà el corn i tirarà totes les portes de la ciutat, etc.). L'espia ho comunica a Hug, que l'endemà s'encara amb els francs i els exigeix que demostrin que poden fer tot allò que han dit o els tallarà el cap. Els francs, espantats, intenten excusar-se sense èxit. Aleshores es posen a resar i se'ls apareix un àngel prometent-los l'ajuda de Déu. Amb aquesta ajuda, comencen a realitzar les fatxenderies que havien promès, fins que Hug, després que, entre altres gabs realitzats, Bernart de Brusbant hagi desviat un riu i inundat la ciutat, reconeix que eren reals i es declara vassall de Carlemany.
Els dos reis cenyeixen la corona en una festa i els cavallers poden comprovar que Carlemany és més elegant. Els francs retornen i dipositen les relíquies a Saint-Denis. Carlemany perdona la reina.

## Continuïtat
Hi ha encara la cançó de gesta Galiens le Restorés que explica la història d'aquest personatge, fill d'Oliver i la filla de l'emperador Hug, i fruit de la realització del gab d'Oliver.